# 晃塔
32°39′1.65″N 51°35′39.11″E / 32.6504583°N 51.5941972°E

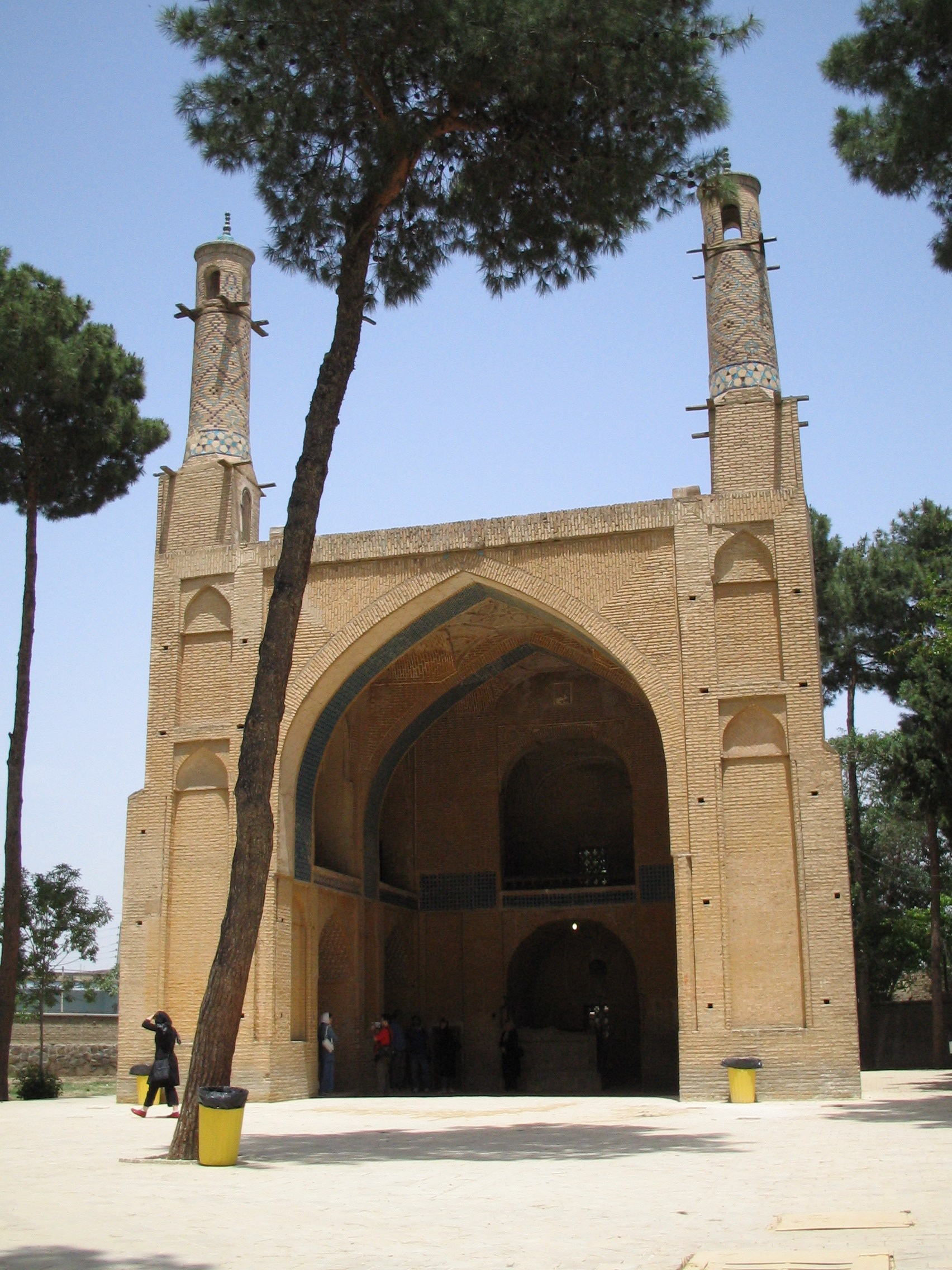
晃塔

晃塔（Monar Jonban）位于伊朗中部城市伊斯法罕，建于14世纪。
门高10米，宽10米，塔高7米，圆周4米 。
这座建筑的特征是，如果摇晃其中一座塔，另一座塔也会摇晃。理论上限制游客每二十分钟只能摇一次。